# Deepika Padukone

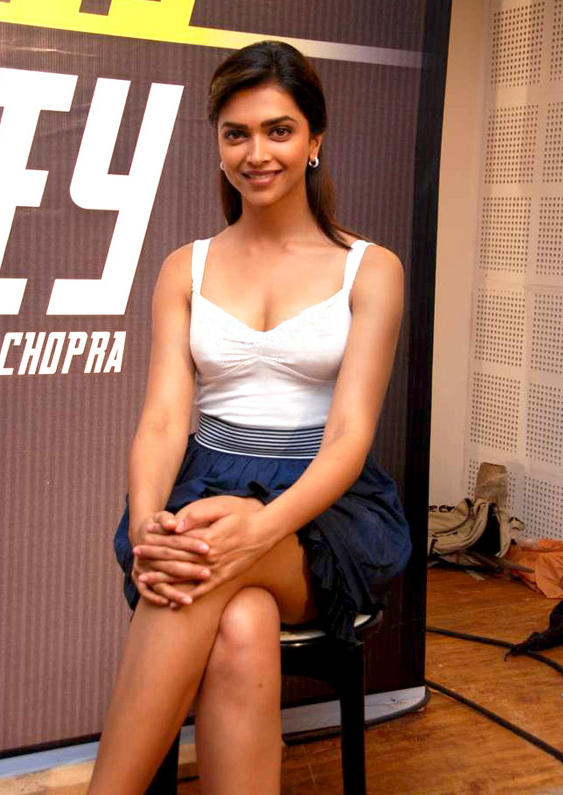
Deepika Padukone (2010)

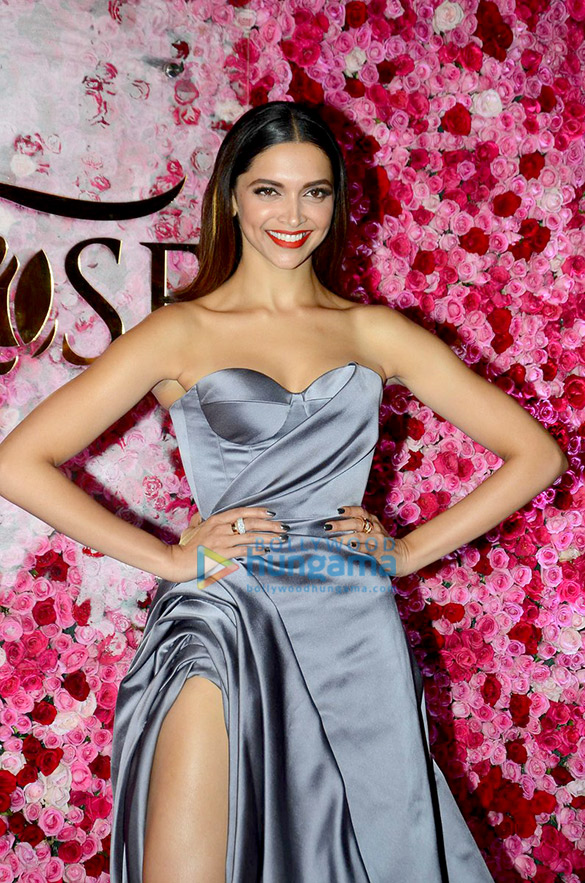
Deepika Padukone (2016)

Deepika Padukone (ur. 5 stycznia 1986 w Kopenhadze) – hinduska modelka i aktorka filmowa. Jedna z najlepiej opłacanych aktorek w Indiach. Otrzymała trzy Nagrody Filmfare. Tygodnik "Time" uznał ją za jedną ze 100 najbardziej wpływowych ludzi na świecie w 2018 roku.

## Życie osobiste
Urodziła się w Kopenhadze. Rodzina Padukone przeniosła się do Bangalore, gdy Deepika miała 11 miesięcy. Ojciec Deepiki, Prakash, był graczem badmintona międzynarodowej rangi, a jej matka prowadzi biuro podróży. Padukone ma młodszą siostrę Anishę (ur. 1991). W latach licealnych grała w badmintona i była członkiem klubu swojego ojca, jednak rzuciła badminton z powodu szkolnych egzaminów. Ukończyła Sophia's High School i Mount Carmal Junior College w Bangalore. Pierwszy rok uzupełniających studiów magisterskich ukończyła przez kursy korespondencyjne.
Włada językami: hindi, angielskim, kannada i konkani.

## Kariera filmowa
W 2006 roku zadebiutowała w filmie Aishwarya, występując u boku Upendry. Za rolę w filmie Om Shanti Om (2007), gdzie wystąpiła u boku Shah Rukha Khana, otrzymała indyjską Nagrodę Filmfare za najlepszy debiut żeński. W 2013 w filmie Chennai Express ponownie zagrała w duecie z Khanem.
W 2006 zdobyła dwa trofea "Idea Zee F Awards: Female Model of the Year" i "Fresh Face of the Year".
Zasiadała w jury konkursu głównego na 75. MFF w Cannes (2022).

## Filmografia
- Aishwarya (Kannada) (2006) – Aishwarya
- Om Shanti Om (2007) – Shanti Priya, Sandhya vel Sandy
- Bachna Ae Haseeno (2008) – Gayatri
- Main Aurr Mrs Khanna (2009) – Raina Khan
- Love Aaj Kal (2009) – Meera Pundit
- Love 4 ever (2009) – występ gościnny
- Billu (2009) – występ gościnny
- Chandni Chowk to China (2009) – Sakhi vel panna TSM, Suzy vel Meow Meow
- Break Ke Baad (2010) – Aaliya
- Khelein Hum Jee Jaan Sey (2010) – Kalpana Dutta
- Lafangey Parindey (2010)- Pinky Palkar
- Karthik Calling Karthik (2010) – Shonali Mukherjee
- Housefull (2010) - Sandy
- Desi Boyz (2011) - Radhika
- Aarakshan (2011) - córka mistrza Poorbi
- Dum Maaro Dum (2011) - występ gościnny
- Coctail – Veronica Malaney
- Ram Leela (2013) – Leela
- Yeh Jawaani Hai Deewani (2013) - Naina Talwar
- Chennai Express (2013) - Meena Lochni Azhagusundaram
- Happy New Year (2014) – Mohini
- Finding Fanny (2014) – Angie
- Piku[1] (2015) – Piku Banerjee
- Tamasha (2015) – Tara Maheshwari
- Bajirao Mastani[1] (2015) – Mastani
- Raabta (2017) - Dancer
- xXx: Reaktywacja[1] (2017) - Serena
- Padmaavat (2018) - Padmavati
- Chhapaak[1] (2020) - Malti Aggarwal
- 83[1] (2020) - Romi Dev
- Gehraiyaan (2022) - Alisha